# Domitia Lucilla Maior
Domitia Lucilla Major est une personnalité féminine romaine des Ier et IIe siècles.

## Biographie
Elle est la fille naturelle de Gnaeus Domitius Curvius Lucanus et la fille adoptive de son frère Gnaeus Domitius Curvius Tullus, ce qui fait d'elle une des plus riches héritières sous le règne de Trajan. De son union avec Publius Calvisius Ruso Tullus, elle est la mère de Domitia Lucilla Minor, elle-même mère de Marc Aurèle. C'est donc la grand-mère maternelle du futur empereur.

## Famille

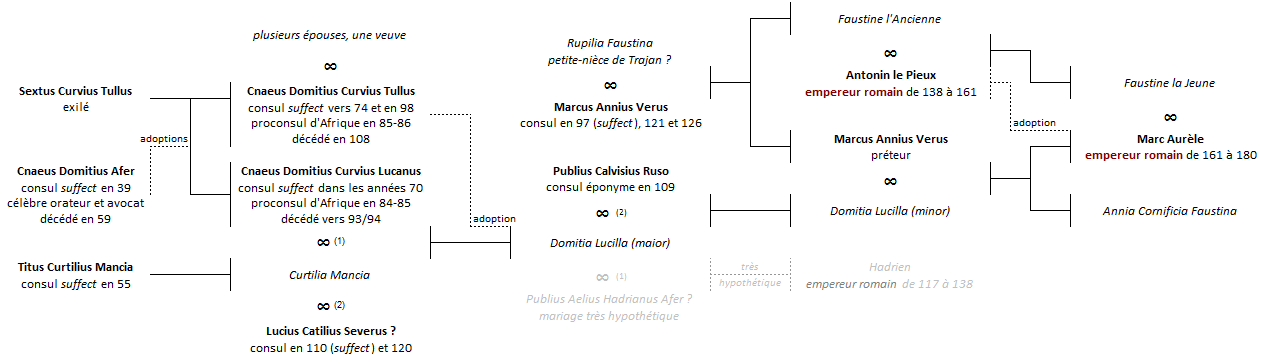
La famille des Domitia Lucilla (maior et minor, mère et fille), à l'époque des Antonins. Arbre non exhaustif.

### Ascendance
Son père est Gnaeus Domitius Curvius Lucanus, fils de Sextus Curvius Tullus, qui finit sa vie en exil,. Lucanus et son frère Tullus sont adoptés par le célèbre Gnaeus Domitius Afer, qui a été consul suffect en 39,, et qui est responsable de la ruine et à la perte de la citoyenneté de Curvius Tullus, ce qui signifie sans doute qu'il est impliqué dans les accusations qui ont conduit à son bannissement. C'est un riche sénateur et brillant orateur des règnes de Tibère à Néron. Lucanus et Tullus sont tous deux consul suffect sous Vespasien, Tullus l’étant une nouvelle fois sous Nerva en 98.
La mère de Domitia est Curtilia Mancia la fille du consulaire Titus Curtilius Mancia, suffect en 55. Pline le Jeune nous apprend que Curtilius Mancia, qui est à la tête d'une immense fortune, déteste son gendre Lucanus, mais n'a de descendance qu'une petite-fille, Domitia. Par conséquent, il fait mettre dans son testament qu'elle est son héritière que si Lucanus renonce à ses droits sur sa fille. Pour que l'héritage puisse être perçu à la mort de Curtilius Mancia, Lucanus émancipe alors sa fille. Cependant, son frère Tullus adopte alors Domitia, sa nièce, devenant son nouveau pater familias. Ainsi, à la mort de Curtilius Mancia, les deux frères, qui gèrent leurs biens en indivision, héritent bien de la fortune via leur fille et nièce,,, faisant fi des volontés du défunt. Comme le déclare Pline le Jeune, le testament est donc éludé. Cela se déroule sous le règne des Flaviens.
Lucanus décède vers 93/94. Curtilia Mancia épouse vraisemblablement en secondes noces Lucius Catilius Severus. Tullus meurt sûrement en l'an 108 ou au début de l'année suivante, date du testament épigraphique dit « de Dasumius », qui lui est parfois attribuée, et de la lettre de Pline se référant à son testament. À la mort du dernier des deux frères, Domitia hérite de la moitié de l'immense fortune, provenant de son grand-père maternel, Curtilius Mancia, de son père Lucanus, de son oncle et père adoptif Tullus, héritiers eux-mêmes d'un père adoptif richissime, Domitius Afer dont ils ont su faire fructifier les biens,,.

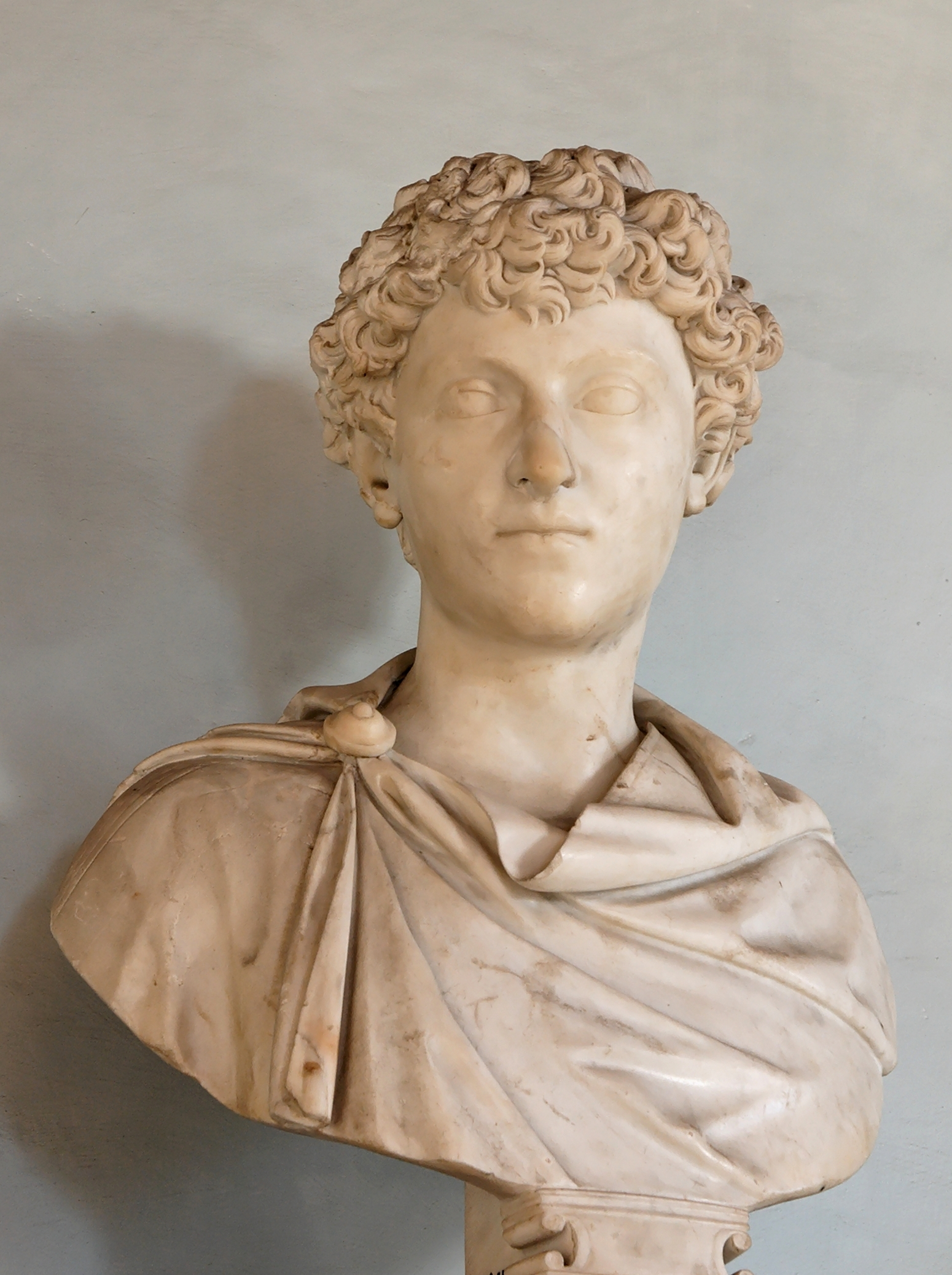
Marc Aurèle adolescent.

### Descendance
Lucilla a eu plusieurs enfants d'un premier mariage dans les années 80. En effet, Pline signale que le testament de Tullus fait des legs multiples et considérables à ses petits-enfants. La question se pose de savoir si son premier époux ne serait pas Publius Aelius Hadrianus Afer, et donc qu'elle serait la Domitia mère de l'empereur Hadrien,,. Cependant, on considère généralement que la mère d'Hadrien est morte avant Afer, qu'Hadrien est alors orphelin à dix ans et on sait qu'il a alors comme tuteurs Trajan et Publius Acilius Attianus. De plus, les sources antiques n'appuient pas cette thèse, ce qui est très surprenant si elle est vraie, sans pour autant formellement la contredire. Il est à noter aussi que si cette hypothèse est juste, Domitia Lucilla serait à la fois mère d'Hadrien et grand-mère de Marc Aurèle.
Elle est ensuite l'épouse de Publius Calvisius Ruso, le mariage ayant lieu en 103 au plus tard. Calvisius Ruso devient consul éponyme en 109 sous le nom de Publius Calvisius Tullus Ruso, le rajout de Tullus dans le nom ferait suite à l'héritage,.
De cette union, Lucilla a au moins une fille, Domitia Lucilla Minor, qui hérite de l'immense fortune de ses parents. Vers 118, elle épouse Marcus Annius Verus, le fils du consulaire Marcus Annius Verus, suffect en 97, et qui sera consul éponyme en 121 et 126. Sa belle-sœur est donc Faustine l'Ancienne, épouse d'Antonin le Pieux et impératrice romaine divinisée. Lucilla et Verus ont deux enfants qui atteignent l'âge adulte, le futur empereur Marc Aurèle et une fille, Annia Cornificia Faustina. Verus meurt dès 124 lorsque Marc Aurèle n'a que trois ans. Elle est la grand-mère de Commode et a aussi élevé dans sa propre maison un autre futur empereur, Didius Julianus.

## Fortune et biens
Domitia hérite dont d'une considérable fortune foncière et notamment d'une importante figline, c'est-à-dire une briqueterie ou tuilerie. Cette industrie est considérée comme une activité agricole, et elle peut donc être menée par des sénateurs.
Aux Ier et IIe siècles, de très nombreux monuments de Rome sont construits en brique, qui est le matériau de base. Les deux frères et leurs héritières sont vraisemblablement à la tête des fabriques de briques les plus importantes de Rome. De nombreuses briques sont estampillées des frères Domitii puis des Domitia Lucilla, leur fille et petite-fille, puis de leur descendance impériale, notamment pour des briques des marchés de Trajan, du Panthéon et du mausolée d'Hadrien et même des thermes de Caracalla puis ceux de Dioclétien. L'entreprise produit des briques qui ont été retrouvées dans tout l'Empire romain.

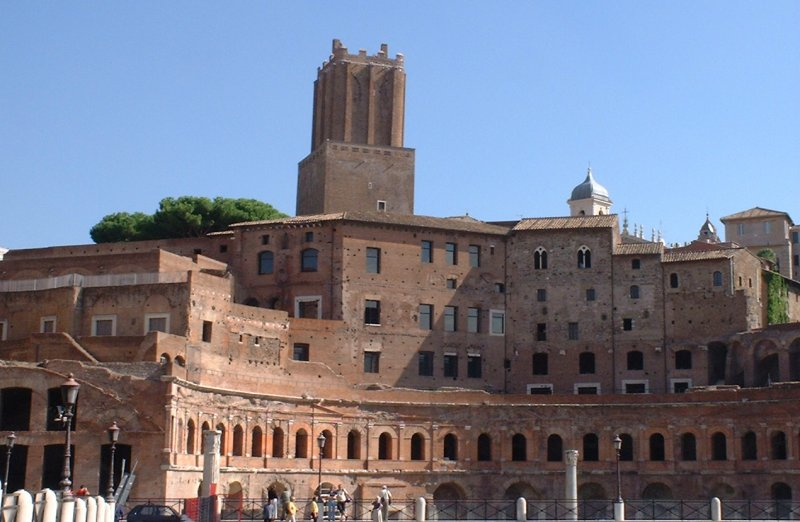
Les marchés de Trajan
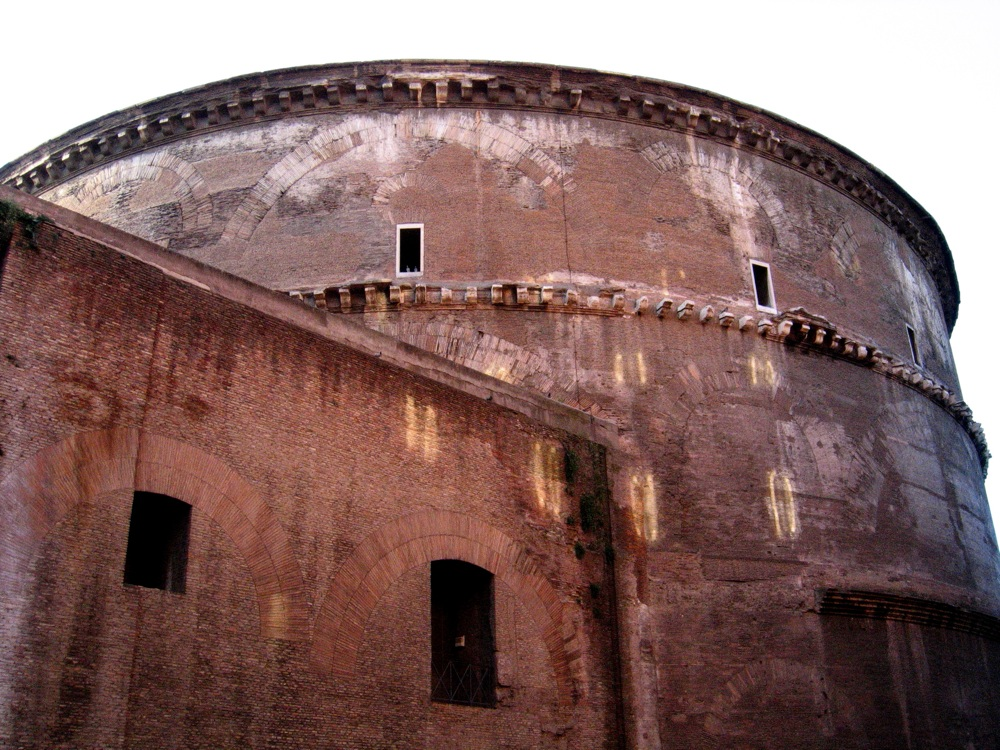
Le Panthéon de Rome
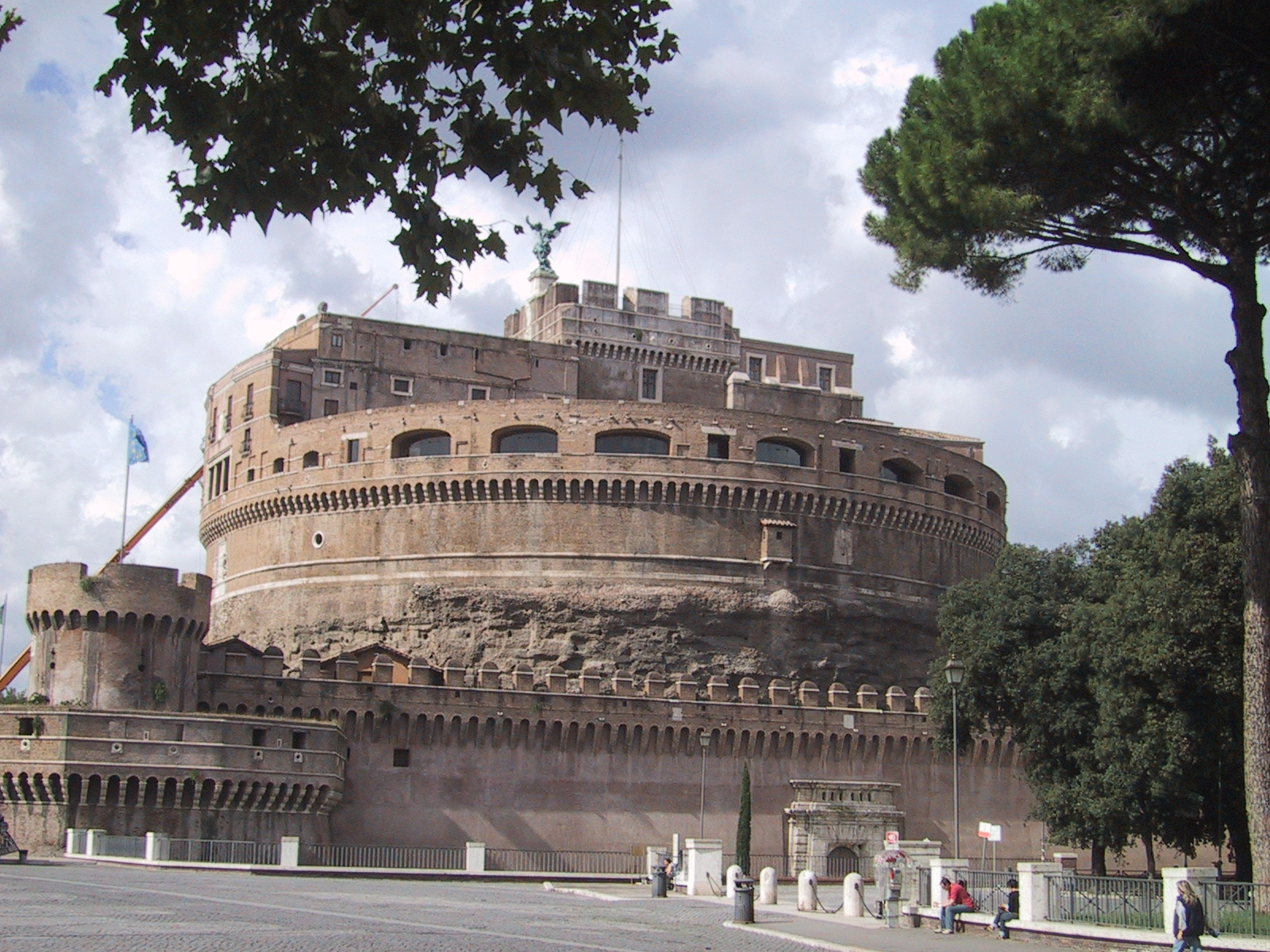
Le mausolée d'Hadrien
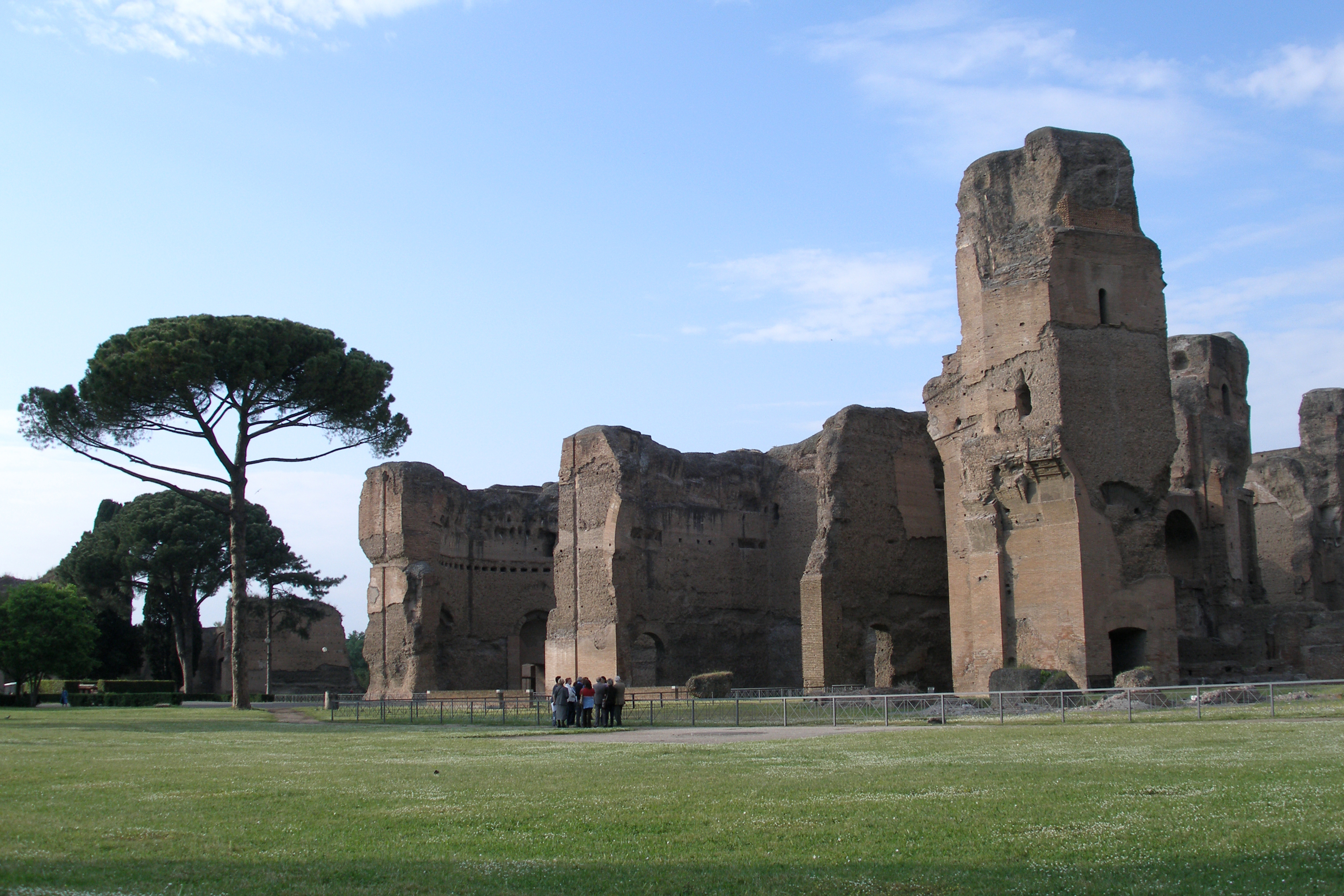
Les thermes de Caracalla
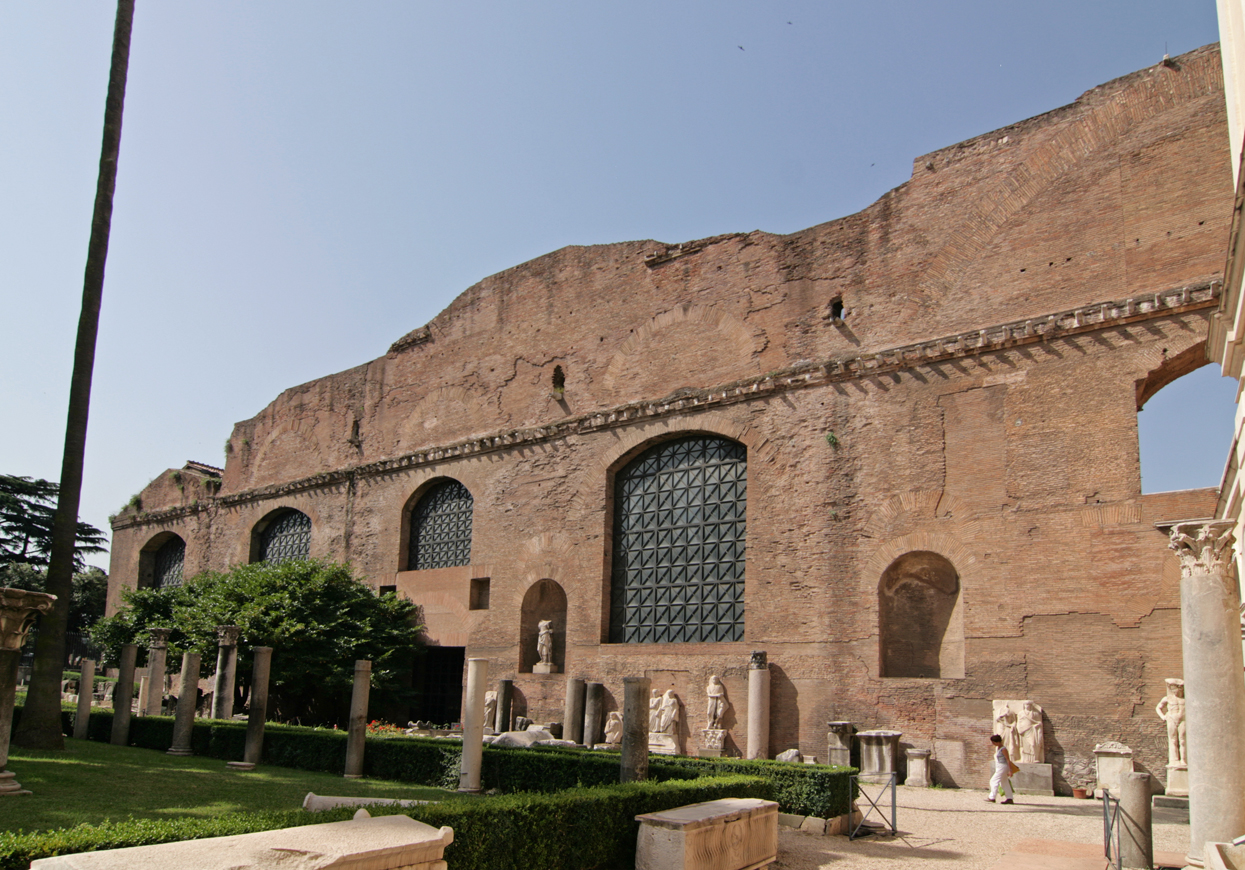
Les thermes de Dioclétien

## Sources

### Divers
- Site empereurs-romains.net, Vox Populi, « Les richissimes frères Domitius, ancêtres de Marc Aurèle, et leurs briqueteries ».